# Хоан Састре Ванрель
Хоан Састре Ванрель (ісп. Joan Sastre Vanrell, нар. 30 квітня 1997, Порререс) — іспанський футболіст, захисник клубу «Мальорка». На умовах оренди грає за грецький ПАОК.

## Ігрова кар'єра
Народився 30 квітня 1997 року в місті Порререс. Вихованець футбольної школи клубу «Мальорка».
У дорослому футболі дебютував 2014 року виступами за другу команду клубу, а з наступного року залучається до складу основної команди «Мальорки».